# Longistriata aeschlimanni
Espèce
Longistriata aeschlimanni est une espèce de nématodes de la famille des Heligmosomidae.

## Description
Le mâle mesure autour de 2 mm, la femelle près de 3 mm.

## Biologie
L. aeschlimanni a été décrit comme parasite de la Grande Musaraigne (Blarina brevicauda).

## Répartition
Cette espèce est décrite de Little Rapids en Ontario, au Canada.

## Étymologie
Cette espèce est dédiée à André Aeschlimann, parasitologue suisse.